# Pós-política
Pós-política é uma forma de despolitização que consiste em negar as ideologias, associando-as a emoção e irracionalidade, e compreendendo que a política deve ser feita de maneira técnica, com base no que seus autores consideram racionalidade. A socióloga Sabrina Fernandes analisa o fenômeno da pós-política no Brasil em seu livro Sintomas Mórbidos.
A pós-política surge com o intuito de separar a ideologia da política. Geralmente, esse processo é feito a partir de think tanks, como RenovaBR. Algumas figuras relacionadas a pós-política brasileira são: Tabata Amaral, João Henrique Campos, Marina Helou, Luciano Huck, Gabriela Prioli e Marina Silva. A Rede Sustentabilidade é um partido que se baseia na pós-política, pois se diz nem de esquerda, nem de direita, mas sim de terceira via.

## Relação com o social-liberalismo
Sendo frequentemente disseminada através de think tanks, a pós-política engloba os interesses das empresas que os financiam. Como forma de popularizar suas ideias, essas instituições utilizam uma forma mais atrativa de liberalismo para minorias e classes baixas, de forma que, apesar de não serem simétricos, a pós-política frequentemente está alinhada ao liberalismo social.

## Pós-política e meio ambiente
Como os filósofos Slavoj Žižek e Alain Badiou reconhecem explicitamente, o cenário pós-político está particularmente avançado na esfera ecológica. Seguindo essa deixa, o geógrafo ambiental Erik Swyngedouw liderou uma literatura emergente que identifica na política ambiental muitos dos sintomas clássicos da condição pós-política.